# A (canción)
«A» es el sencillo n.º 10 de la cantante japonesa Ayumi Hamasaki, lanzado al mercado el día 11 de agosto del año 1999 bajo el sello avex trax. Fue el segundo sencillo de la cantante lanzado en formato maxisencillo.

## Detalles
- Aunque el título original del sencillo sea nada más que la letra A, no se debe a que tenga una canción llamada de la misma forma; este es el primer sencillo de Hamasaki de más de una cara que son representados con una letra o símbolo en particular. En este caso el sencillo es uno de doble cara A, que contiene los temas "monochrome", "too late", "Trauma" y "End roll".

- Para ninguno de los cuatro temas del sencillo fue grabado algún video musical, y sólo se valió de los distintos comerciales para la televisión donde las canciones fueron utilizadas como la principal forma de promoción. Tanto "Trauma" como "monochrome" fueron temas utilizados para la marca de refrescos Japan Tobacco (mejor conocidos como "JT"); "too late" dentro de comerciales para una motoneta de la empresa Honda, y finalmente "End roll" como canción de enganche para uno de los chocolates de la gran empresa Morinaga, que tiene gran prestigio en Japón. Dentro del comercial la única versión que no era original fue la de "End roll", donde en su lugar se utilizó una versión remix.

- Para el lanzamiento del segundo álbum de estudio de Ayumi, titulado "LOVEppears" fueron incluidas las cuatro canciones, pero en versiones mejoradas y remezclas nuevas obras de Dave Ford. La mejora de la calidad de algunas canciones se hace más expresa en los temas "monochrome" y "too late", que fueron notablemente mejorados. Todos los temas fueron escritos por Ayumi Hamasaki, y compuestos por Dai Nagao.

- Su primera semana debutando en las listas de Oricon entró directamente al primer lugar sin mayores inconvenientes. Su segunda semana en las listas no decayó ni un solo lugar, permaneciendo en el primer lugar por dos semanas de forma consecutiva. Anteriormente "Boys & Girls" había estado en el primer lugar de las listas de sencillos dentro del primer lugar por tres semanas anterior al lanzamiento de este sencillo, por lo que en total fueron cinco semanas en las cuales Ayumi lideró las listas de los sencillos de Oricon sin decaer del primer lugar, inicialmente con "Boys & Girls" y más tarde con "A". Finalmente la que destronó a Ayumi fue GLAY, que obtuvo el primer lugar la semana siguiente, pero a la otra Ayumi de nuevo regresó al primer lugar, para la subsiguiente definitivamente perderlo. Sin embargo a pesar de perder el primer lugar, "A" se convirtió en el primer sencillo de Ayumi Hamasaki en convertirse en disco de oro, es decir de romper la barrera del millón de copias vendidas (posteriormente "Boys & Girls" también consiguió llegar al millón de copias en ventas, pero éste fue originalmente el primero en lograrlo. También es hasta le fecha el sencillo con mejores ventas de Hamasaki según Oricon, con un total de 1 millón 670 mil copias vendidas aproximadamente hasta el día de hoy.

- Este fue también el primer sencillo donde Ayumi estrenó su primer logotipo, que más tarde sería uno de sus sellos característicos. El logo presente en este sencillo es la combinación entre las dos iniciales de s nombre con letras latinas (la A y la H), y posteriormente fue cambiada su forma hasta la versión que actualmente se le asocia a la artista, y que está presente en todos sus lanzamientos tanto discográficos, DVD, lobros de fotografías, calendarios, etc.

- El sencillo fue lanzado en varias ediciones con varios colores en distintos CD, aunque la imagen de la portada no variaba mayormente. Una variación mayor se dio en las portadas donde fueron creadas dos versiones: una de color dorado y otra plateada. Entre algunas versiones se dio un mínimo orden entre el orden de las canciones que componían el sencillo; en unos "monochrome" era la primera canción, y en otros "Trauma".

## Canciones
1. «Monochrome» "Original Versión"
2. «Too late» "Original Versión"
3. «Trauma» "Original Versión"
4. «End roll» "Original Versión"
5. «Monochrome» "Keith Litman's Big City Vocal Mix"
6. «Too late» "Razor 'N Guido Remix"
7. «Trauma» "Heavy Shuffle Mix"
8. «End roll» "HΛL's Mix"
9. «Monochrome» "instrumental"
10. «Too late» "instrumental"
11. «Trauma» "instrumental"
12. «End roll» "instrumental"
13. «End roll» "NEURO-mantic Mix"
14. «Monochrome» "Dub's full color Remix"

- Datos: Q2355288